# Little Coxwell
Little Coxwell is een civil parish in het bestuurlijke gebied Vale of White Horse, in het Engelse graafschap Oxfordshire met 144 inwoners.